# Trelleborgs sjöfartsmuseum

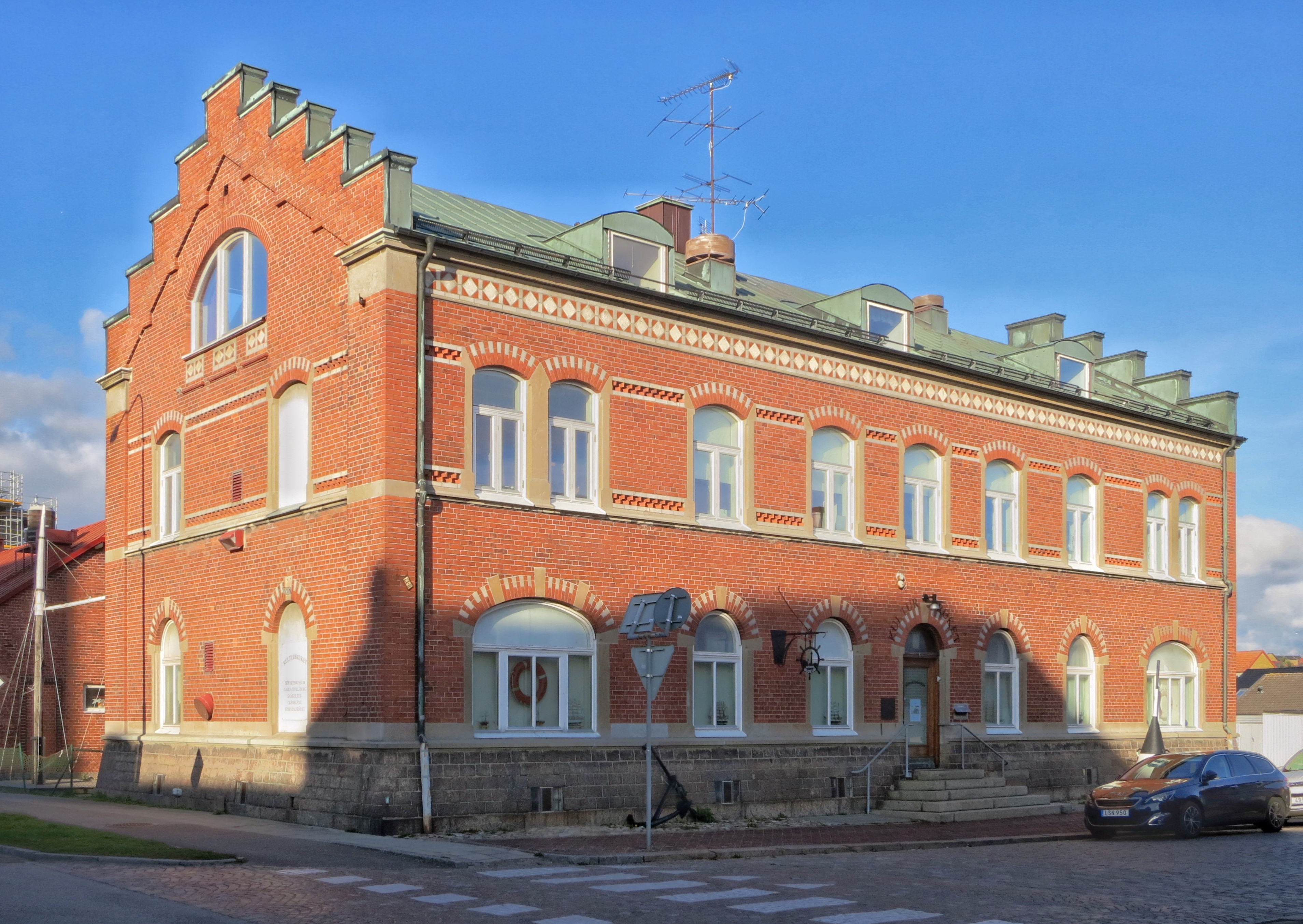
Trelleborgs sjöfartsmuseum

Trelleborgs sjöfartsmuseum visar sjöfartens historia inom Trelleborgs kommun.

## Historia
Sommaren 1995 skapades föreningen Trelleborgs Sjöfartsmusei Vänner av en grupp sjöfartsintresserade personer med ambition att skapa ett sjöfartsmuseum i staden. Mycket material relaterat till det dagliga livet och villkoren för sjöfart och fiske samlades in genom medlemmarnas åtagande. 1997 kunde föreningen disponera en plats på Hamngatan 10 för museet. Efter nästan tio år på Hamngatan visade HSB intresse för att köpa terrängen där museet låg. Kommunen ville gärna sälja och köpet blev av. Museet flyttades sedan till första våningen i byggnaden belägen vid hörnet av Bryggaregatan och Gråbrödersgatan, efter att en skola till komvux flyttade ut från platsen.